# Дима Тахбуб
Дима Тахбуб (1976) је књижевница, политичка аналитичарка, чланица Јорданског муслиманског братства  и портпарол "Јорданског исламског акцијског фронта" . Њен муж је био Тарек Ајуб, репортер Ал Џазире који је погинуо 2003. године након што су двије ракете испаљене из америчког авиона у Ираку погодиле зграду ове медијске куће.

## Дјетињство и образовање
Рођена је 1976. године. Њен отац Тарек Тахбуб је бивши шеф Јорданске медицинске асоцијације. Године 2000. удала се за Тарека Ајуба, а 2002. године пар је добио кћерку, Фатиму. Дипломирала је енглески језик на Универзитету Јордан.

## Каријера
Своју каријеру започела је у новинама Асабел у Јордану. За ову новину написала је више од 800 текстова. Основни мотив који се провлачи у њеним текстовима је политичка ситуација у Палестини.

## Контроверзе
Тахбуб је 2017. лобирала да се забрани наступ либанског бенда "Машру Лејла" у Аману због њихових позива на сексуалне слободе. Такође је поднијела жалбу против јединог онлајн ЛГБТQ + магазина у Јордану, "Мај Кали" и успјела је подстаћи јорданску владу да је цензурише. У интервјуу у јулу 2017. године у емисији "Зона сукоба" на телевизији "Дојче Веле", Тахбуб је похвалила једног јорданског војника који је био одговоран за масакр на Острву мира 1997. године у којем је погинуло седам ученика а шест их је рањено. Она је у изјави оправдавала убиство и додала да су дјеца такође „непријатељи“ те да су се се наводно ругала јорданском народу и јорданској религији.